# Ephialtes (mythologie)
Ephialtes is een obscure figuur uit de Griekse mythologie. 

Ephialtes en zijn tweelingbroer Otus worden samen de "Aloadae" genoemd. Het waren kwaadaardige reuzen, die volgens Homeros de goden van de Olympus een kwaad hart toe droegen. Toen zij probeerden de Olympus te bestormen, joeg Artemis een hinde tussen hen beiden. In een gelijktijdige reflex gooiden zij beiden hun speer naar het dier, maar dat verdween bliksemsnel en zij troffen elkaar dodelijk. 
Volgens een andere bron was Ephialtes ook de naam van een boze demon die nachtmerries veroorzaakte. 
Een andere schrijfwijze van de naam is "Epialtes".